# 茜發道

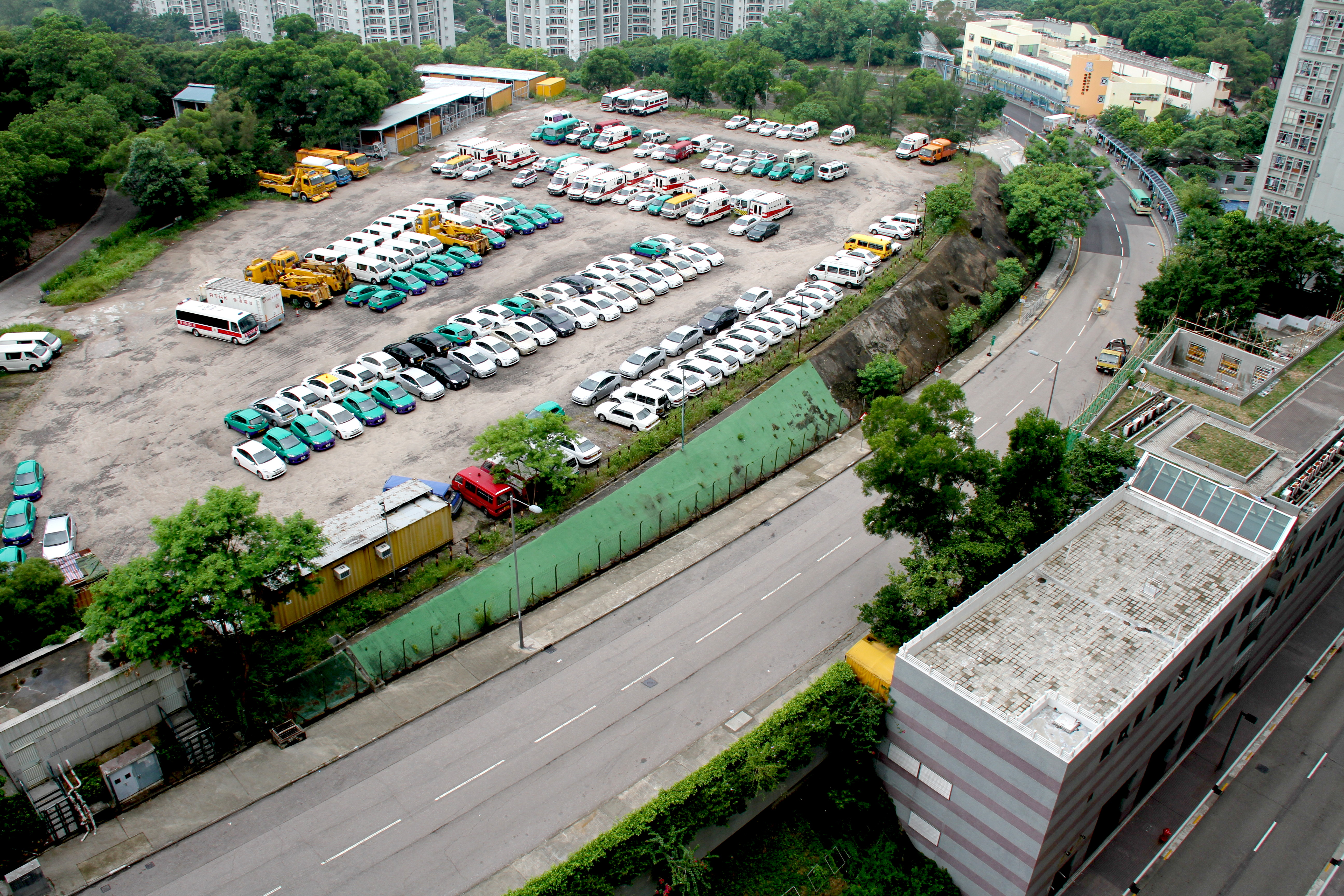
茜發道山上的政府停車場，停泊了不少政府部門車輛（2010年）

茜發道（英語：Sin Fat Road）是香港晒草灣一條由茶果嶺道麗港城至白泥山上晒草灣遊樂場的街道，全長960米，為來往麗港城至白泥山上藍田站及匯景花園的重要街道。另有兩條全程有蓋行人天橋及4部升降機連接麗港城至白泥山上藍田站。
茜發道一帶可以望見臺灣相思花的金黃景色，在陽光灑照下一片金黃，景色優美。

## 歷史
- 道路為昔日運輸垃圾到晒草灣堆填區的未命名道路。堆填區佔地9公頃，於1978年啟用，1980年關閉，其後堆填區於1997至1998年間進行修復，2004年修復後興建晒草灣遊樂場並啟用。

- 1989年藍田站啓用，茜發道亦於同年5月5日獲刊憲命名。[1]。藍田站D1出口以上的一段約350米路段的人流極少，主要為步行來往山上茜發道網球場及晒草灣遊樂場康樂設施的人士，以及散步的居民。小巴總站設於茜發道休憩公園旁，如果該處進行工程，總站會暫時遷移至香港紅十字會雅麗珊郡主學校旁。此總站啟用時，小巴需要在雙綫馬路（闊度能容納約四輛車）的狹小空間掉頭落山，掉頭時或須駛上行人路造成危險。

- 該道路是香港重要穿梭巴士接駁站之一。於2002年地鐵將軍澳綫通車前，曾有多條來往將軍澳新住宅物業及新商場如MCP新都城中心的穿梭巴士以茜發道近藍田站D1出口為總站，方便居民及顧客接駁地鐵。現時仍有一些新樓盤選擇在茜發道近藍田站D1出口位置設有穿梭巴士服務。現時設有宏利金融中心以及銀行員工穿梭接駁巴士站[5]。

- 2010年代，茜發道近車路士足球場的迴旋處擴闊，方便小巴由總站掉頭落山。

## 增設有蓋行人天橋、升降機及上蓋連接麗港城至藍田站
- 1992年，連接麗港城及香港紅十字會雅麗珊郡主學校的全程有蓋行人天橋及4部升降機系統正式啟用，居民由麗港城前往藍田站及匯景花園可省卻大部分步程，但仍要行經茜發道中段約140米的行人路段。不想步行的麗港城居民可乘搭小巴上下山。

- 2000年代，有蓋行人天橋L3出口至藍田站D1出口的茜發道近匯景花園第17座約140米行人路段設有上蓋，唯茜發道橫跨復康徑約6米車路路段欠缺上蓋。

- 2018年，因人流過多，有蓋行人天橋L3出口至藍田站D1出口的茜發道近匯景花園第17座約140米行人路段擴闊，以及相關行人路段的上蓋擴濶，共花費約100萬港元。

- 2019年7月，茜發道橫跨復康徑約6米車路路段增設上蓋，該路段上蓋因應復康徑的車輛經過而較一般上蓋為高，共花費約220萬港元。山下麗港城第2期、麗港城第3期、麗港城商場及麗港城公共運輸交匯處至山上藍田站D1出口全程路段最終均設有上蓋，居民無需日曬雨淋[6]。

## 港鐵無障礙接駁車服務
- 藍田站依山而建，所有出口皆不設升降機。傷健團體一直向港鐵爭取在藍田站出口增設無障礙設施，惟一直被港鐵以「地理限制」為由而未有正面回應。港鐵于2016年推出接駁車服務，讓輪椅人士經C出口到達鯉魚門道後，召車接載乘客前往啟田道A出口及茜發道D1出口。輪椅人士認爲預約時間長，鯉魚門道候車位置欠遮蔭以及載客量有限。[7]

## 途徑建築
茜發道由山下至山上途徑附近多個著名地點，包括：
- 茶果嶺道
- 城中薈
- 迦南幼稚園（麗港城）／迦南幼兒園（麗港城）
- 麗港城（第二期第31座、第三期第32-33座）
- 麗港東街
- 麗港南街
- KOKO HILLS
- 香港紅十字會雅麗珊郡主學校
- 復康徑
- 茜發道休憩公園
- 車路士足球場
- 藍田站（茜發道）專線小巴總站
- 匯景花園（第17座）
- 港鐵觀塘綫藍田站（D1出口）（少數不設離站升降機的港鐵站，但設有無障礙接駁車服務）[8]
- 啟思幼稚園（匯景花園）
- 機電工程署茜發道車場
- 茜發道網球場
- 晒草灣遊樂場[9]

## 事件
- 2005年8月29日，一名任職懲教署的單車發燒友，踩價值約二萬元的名廠單車，在茜發道落斜時遭一輛空載的士撞倒，單車手飛彈上的士擋風玻璃，扯脫一撮頭髮，繼而再反彈墮地受傷，情況恐怖，送院治理。[10]
- 2015年2月10日，一部停泊在茜發道路旁的白色豐田豪華7人車，凌晨3時53分被一名41歲姓周男途人經過發覺車門打開，車窗玻璃被毀，致電報警。警員到場發覺中排兩張電動豪華座椅被拆走，車內有搜掠痕跡[11]。警方成功聯絡家住匯景花園的女車主到場助查，證實音響被拆走另有5支包括高級洋酒被盜，車內的攝影機亦有損毀，懷疑賊人扑爆車窗開門上車爆竊，列作車內盜竊，交由觀塘警區刑事調查跟進。

## 交通問題

### 車流量問題
- 政府計劃在前茶果嶺高嶺土礦場用地會興建15幢16至22層高、共2 200個中小型單位的私人住宅樓宇，容納6 000人居住。另一方面，附近的私人屋苑麗港城人口約為24 000，居民主要依賴的茶果嶺道和茜發道出入屋苑。現時的車流量已非常高，在繁忙時段更出現嚴重擠塞的情況。居民憂慮，在該發展項目完成後，區內人口勢必大幅增加，以致交通擠塞的情況更為惡劣。[12]
- 城規會共收到逾4,800份申述和53份意見，當中逾4,200份反對將礦場改劃為住宅區，主要擔心對區內交通包括茜發道及空氣流通等造成負面影響。[13]
- 茜發道及相連的茶果嶺道每逢上下班的繁忙時間，路段頗為擠塞。以傍晚近六時為例，車輛沿茜發道及茶果嶺道，駛至近鯉魚門道時，與從東隧及將軍澳隧道駛出的車輛匯聚，使該帶道路出現明顯擠塞。[14]

### 違例泊車嚴重
- 每日早上時段有大量車輛於茜發道違例泊車，嚴重時幾乎有半條行車線被佔，有時更有車輛直接停泊行人路上[15]，令路過行人難以步行易生危險。